# St. Dominic USTA Pro Circuit $25,000 Challenger 2014
Il St. Dominic USTA Pro Circuit $25,000 Challenger 2014 è stato un torneo di tennis facente parte della categoria ITF Women's Circuit nell'ambito dell'ITF Women's Circuit 2014. Il torneo si è giocato a Jackson in USA dal 31 marzo al 6 aprile 2014 su campi in terra rossa e aveva un montepremi di $25,000.

## Vincitrici

### Singolare
Ulrikke Eikeri ha battuto in finale  Anhelina Kalinina con il punteggio di 6–2, 6–4

### Doppio
Chanel Simmonds /  Maša Zec Peškirič hanno battuto in finale  Erika Sema /  Yurika Sema con il punteggio di 6–7(5–7), 6–3, [10–5]